# Eckental
Eckental – gmina targowa w Niemczech, w kraju związkowym Bawaria, w rejencji Środkowa Frankonia, w regionie Industrieregion Mittelfranken, w powiecie Erlangen-Höchstadt. Leży około 15 km na wschód od Erlangen, nad rzeką Schwabach, przy drodze B2 i linii kolejowej Norymberga – Gräfenberg.
1 stycznia 2015 odłączono od gminy 583 m² i przyłączono je do gminy Schnaittach w powiecie Norymberga.

## Dzielnice
W skład gminy wchodzą następujące dzielnice: 
- Benzendorf (z Illhof i Oedhof)
- Brand (z Brandermühle)
- Büg
- Eckenhaid (z Marquardsburg i Eckenmühle)
- Eschenau
- Forth
- Frohnhof
- Herpersdorf, Mausgesees i Ebach
- Oberschöllenbach
- Unterschöllenbach

## Współpraca
Miejscowości partnerskie:
- Ambazac, Francja
- Högyész, Węgry